# Гравітон (премія)
Гравітон (болг. Гравитон) — болгарська літературна премія з фантастики, заснована у 1990 році найпомітнішим болгарським письменником-фантастом Любеном Діловим, її присуджували до 2005 року. Премію вручали як письменникам-фантастам, так і художникам, літературним критикам, кінорежисерам та перекладачам, а також видавцям фантастичної літератури, переважно не за якийсь конкретний літературний твір або інший витвір мистецтва, а за загальний внесок у розвиток фантастичного мистецтва. Церемонія вручення премії проходила переважно в Софії, за виключенням 2004 року, коли церемонія вручення відбулась під час проведення Єврокону в Пловдиві. Саму премію вручали лише у вигляді статуетки Маленького принца й вона не передбачала грошової винагороди.

## Лауреати
Список лауреатів:
| Рік       | Лауреати |
| --------- | --- |
| 1991      | Агоп Мелконян (письменник), Текла Алексієва (художниця)                                                                                       |
| 1992      | Велічка Настрадінова (письменниця), Богдан Бонев (художник)                                                                                   |
| 1993      | Петар Кирджилов (письменник), Пламен Аврамов (художник), Віолета Чушкова (перекладач)                                                         |
| 1994      | Весела Люцканова (письменниця), Ліна Василева (перекладач), ВК «Бард» і Йордан Антов (видавництво)                                            |
| 1995      | Алек Попов (письменник), Юліян Стойнов (перекладач), Анрі Кулев (художник і режисер)                                                          |
| 1996      | Євгеній Кузманов (письменник), Симо Лазаров (композитор), ВК «Аргус» (видавництво) — Петар Колев, Александр Карапанчев і Светослав Ніколов    |
| 1997      | Людмила Стоянова (літературний критик), Христо Сімеонов (художник), ВК «Офир» (видавництво) — Янчо Чолаков і Георгій Мілев                    |
| 1998      | Елка Константинова (літературний критик), Петар Станімиров (художник), Кинчо Кожухаров (перекладач)                                           |
| 1999      | не присуджували |
| 2000      | Светослав Славчев (письменник), Георгій Трифонов (художник), ВК «Камея» (видавництво) — Іван Крумов, Анастас Величков і Георгій Димитров      |
| 2001      | Атанас Наковський (письменник), Любомір Николов (за переклади Толкіна і Стівена Кінга), журнал «Зона F / Върколак» (редактор Агоп Мелконян)   |
| 2002      | Велко Мілоєв (письменник) |
| 2003—2004 | Євген Харитонов (російський літературний критик, перекладач, літературознавець) — за внесок у розвиток і популяризацію болгарської фантастики |
| 2005      | Юрій Ілков (фан і письменник, за внесок у болгарську фантастику)                                                                              |